# Messalina
Valeria Messalina (ca. 17/20–48) var den romerske kejser Claudius' tredje hustru. Hun var kusine til kejser Nero, grandkusine til kejser Caligula og et oldebarn af kejser Augustus. En magtfuld og indflydelsesrig kvinde med et ry for promiskuitet, konspirerede hun angiveligt mod sin mand og blev henrettet, da det blev opdaget. Hendes berygtede ry var sandsynligvis et resultat af politisk partiskhed, men kunstværker og litteratur har har holdt dette ry ved lige helt til moderne tid.

## Tidlige liv
Messalina var datter af Domitia Lepida og hendes fætter Marcus Valerius Messalla Barbatus. Hendes mor var det yngste barn af konsulen Lucius Domitius Ahenobarbus og Antonia den Ældre. Hendes mors bror, Gnaeus Domitius Ahenobarbus, havde været den kommende kejserinde Agrippina den Yngres første ægtemand og den fremtidige kejser Neros biologiske far, hvilket gjorde Nero til Messalinas fætter på trods af en aldersforskel på sytten år. Messalinas bedstemødre Claudia Marcella den Yngre og Antonia den Ældre var halvsøstre. Claudia Marcella den Yngre, Messalinas farmor, var datter af Augustus' søster Octavia den Yngre. Antonia den Ældre, Messalinas mormor, var Octavias ældste datter fra hendes ægteskab med Marcus Antonius, og var Claudius' moster. Der var, som det kan ses, meget tætte familiebånd i familien.
Lidt er kendt om Messalinas liv før hendes ægteskab i år 38 e.Kr. med Claudius, hendes grandfætter, som på det tidspunkt var omkring 47 år gammel. To børn blev født i deres ægteskab: Datteren Claudia Octavia (født 39 eller 40), senere kejserinde, stedsøster og første hustru til kejser Nero, og en søn, Britannicus. Da kejser Caligula blev myrdet i 41, udråbte Prætorianergarden Claudius til den nye kejser, og Messalina blev kejserinde.

## Messalinas historie
Efter hendes mands tronbestigelse træder Messalina ind i historien med et ry som hensynsløs, rovgrisk og seksuelt umættelig, mens Claudius er portrætteret som let styret af hende og uvidende om hendes mange ægteskabsbrud. Historikerne, der fortæller disse historier, hovedsagelig Tacitus og Sveton, skrev omkring 70 år efter begivenhederne på et tidspunkt, hvor man ikke var særligt positive stillet til den kejserlige slægt, som Messalina havde tilhørt. Der var også den græske Cassius Dios senere beretning, nedskrevet halvandet århundrede efter den beskrevne periode, var afhængig af de tilgængelige beretninger skrevet af dem før ham. Det er også blevet observeret gennem hele hans arbejde i hans syn, at han var "mistænksom over for kvinder". Heller ikke Sveton kan betragtes som troværdig. Encyclopaedia Britannica antyder om hans fiktive tilgang, at han var "åben over for skandaløs sladder", og at "han brugte "betegnende anekdoter" uden udtømmende undersøgelse af deres ægthed." Han manipulerer fakta, så de passer til hans tese.
Tacitus hævdede selv at viderebringe "hvad der blev hørt og skrevet af mine ældre", men uden at nævne andre kilder end erindringerne fra Agrippina den Yngre, som havde sørget for at fortrænge Messalinas børn fra arveretten til kejsertronen og derfor var særlig interesseret i at besudle hendes forgængers navn. En anden kritiker bemærker hans fortællestil og sammenligner den med satirerne fra Juvenal, og bemærker "hvordan forfatterne manipulerer den for at skævvride deres publikums opfattelse af Messalina". Faktisk virker Tacitus udmærket klar over det indtryk, han skaber, når han indrømmer, at hans beretning kan virke fiktiv, hvis ikke melodramatisk (fabulosus).

To forfattere gjorde tilføjelser til særligt sladderen og de officielt dikterede versioner nedskrevet af senere historikere og føjede mere til Messalinas berygtethed. En sådan historie er beretningen om hendes helnats sex-konkurrence med en prostitueret i bog X af Plinius den Ældres Naturalis Historia, ifølge hvilken konkurrencen varede "nat og dag", og Messalina vandt med en score på 25 partnere.
Digteren Juvenal nævner Messalina to gange i sine satirer. Ud over historien i hans tiende satire om, at hun tvang Gaius Silius til at lade sig skille fra sin hustru og gifte sig med hende, indeholder den sjette satire den berygtede beskrivelse af, hvordan kejserinden plejede i hemmelighed at arbejde hele natten på et bordel under navnet Hunulven. I løbet af denne beretning opfandt Juvenal det udtryk, der ofte derefter er blevet forbundet med Messalina, meretrix augusta (den kejserlige hore). På den måde forbandt han hendes omdømme med Cleopatra, et andet offer for et kejserrettet karaktermord, som digteren Properts tidligere havde beskrevet som meretrix regina (skøgedronningen).
Det er derfor blevet hævdet, at koret af fordømmelse rettet mod Messalina fra disse forfattere i høj grad er et resultat af de politiske sanktioner, der fulgte efter hendes død, selvom nogle forfattere stadig har set "noget af substans hinsides blot påfund".

## Messalinas ofre
Anklagerne mod Messalina er stort set centreret om tre områder: Hendes behandling af andre medlemmer af kejserfamilien; hendes behandling af medlemmer af senatet; og hendes uhæmmede seksuelle adfærd. Hendes mands familie, især kvinderne, så ud til at være Messalinas særlige ofre. Inden for det første år af Claudius' regeringstid, blev hans niece Julia Livilla, der ellers lige havde fået lov at vende tilbage fra sin forvisning efter hendes bror Caligulas død, atter forvist anklaget for utroskab med Seneca den Yngre. Claudius beordrede hende henrettet kort efter, mens Seneca fik lov til at vende tilbage syv år senere, efter Messalinas død. En anden niece, Julia Livia, blev angrebet for umoral og incest af Messalina i år 43 e.Kr. ,muligvis fordi hun anså Julias søn Rubellius Plautus som en rivaliserende trussel mod hendes børns arveret,med det resultat, at Claudius beordrede hende henrettet.
I de sidste to år af sit liv intensiverede hun også sine angreb på sin mands eneste overlevende niece, Agrippina den Yngre, og Agrippinas unge søn Lucius Domitius Ahenobarbus (den senere kejser Nero). Offentligheden sympatiserede med Agrippina, som to gange var blevet forvist og var den eneste overlevende datter af Germanicus, efter at Messalina havde sørget for henrettelsen af Julia Livilla. Agrippina var blevet inddraget i de påståede forbrydelser begået af Statilius Taurus, som det blev påstået, hun instruerede til at deltage i "magiske og overtroiske handlinger". Taurus begik selvmord, og ifølge Tacitus blev Messalina kun forhindret i at forfølge Agrippina yderligere, fordi hun blev distraheret af sin nye elsker, Gaius Silius.
Ifølge Suetonius indså Messalina tidligt, at den unge Nero kunne være en potentiel rival til sin egen søn, som var tre år yngre. Han gentog en fortælling om, at Messalina sendte flere snigmordere ind i Neros sengekammer for at myrde ham, men de blev skræmt af, hvad de troede var en slange, der gled ud under hans seng. I De sekulære lege i år 48 e.Kr. vandt Nero større bifald fra publikum end Messalinas egen søn Britannicus, noget som lærde har spekuleret fik Messalina til at planlægge at ødelægge Nero og hans mor én gang for alle.
To meget fremtrædende senatorer, Appius Silanus og Valerius Asiaticus, mødte også deres død på Messalina foranledning. Førstnævnte var gift med Messalinas mor Domitia Lepida, men ifølge Dio og Tacitus ønskede Messalina ham for sig selv. I år 42 e.Kr. udtænkte Messalina og den frigivne slave Narcissus et kunstfærdigt kneb, hvorved de hver især informerede Claudius om, at de havde haft identiske drømme i løbet af natten, hvor det blev spået, at Silanus ville myrde Claudius. Da Silanus ankom samme morgen (efter at være blevet tilkaldt af enten Messalina eller Narcissus), bekræftede han deres varsel, og Claudius fik ham henrettet.
Valerius Asiaticus var et af Messalinas sidste ofre. Asiaticus var uhyre rig og pådrog sig Messalinas vrede, fordi han ejede Lucullus-haverne, som hun ønskede for sig selv, og fordi han var Poppaea Sabina den Ældre elsker. Poppaea Sabina var hendes forhadte rival, som hun var indblandet i en voldsom rivalisering om skuespilleren Mnesters kærligheden. I år 46 e.Kr. overbeviste hun Claudius om at beordre hans arrestation anklaget for at have undladt at opretholde disciplin blandt sine soldater, utroskab med Sabina og for at have deltaget i homoseksuelle handlinger. Selvom Claudius tøvede med at dømme ham til døden, gjorde han det i sidste ende på anbefaling af Messalinas allierede og Claudius' partner i konsulatet for det år, Lucius Vitellius. Mordet på Asiaticus, uden at underrette senatet og uden retssag, vakte stor forargelse blandt senatorerne, som gav både Messalina og Claudius skylden. På trods af dette fortsatte Messalina med at gå efter Poppaea Sabina, indtil hun begik selvmord.
Samme år som henrettelsen af Asiaticus beordrede Messalina Marcus Vinicius forgivet, fordi han ifølge sladderen nægtede at sove med hende. Omkring dette tidspunkt sørgede hun også for henrettelsen af en af Claudius' frimænd, sekretæren, Polybius. Ifølge Dio fik dette mord på en af deres egne de andre frigivne, som tidligere hendes nære allierede, til for altid at vende sig mod Messalina.

## Fald
I 48 e.Kr. rejste Claudius til Ostia for at besøge den nye havn, han var ved at bygge, og blev informeret, mens han var der, at Messalina var gået så vidt som at gifte sig med sin seneste elsker, senatoren Gaius Silius i Rom. Det var først, da Messalina holdt en kostbar bryllupsbanket i Claudius' fravær, at den frigivne slave Narcissus besluttede at informere ham. De nøjagtige motiver for Messalinas handlinger er ukendte. Det er blevet tolket som et forsøg på at vælte Claudius og indsætte Silius som kejser, hvorved Silius adopterede Britannicus og dermed sikrede hendes søns fremtidige tronbestigelse. Andre historikere har spekuleret i, at Silius overbeviste Messalina om, at Claudius' uundgåeligt ville blive styrtet, og hendes bedste håb om overlevelse lå i en forening med ham. Tacitus berettede, at Messalina tøvede, selvom Silius insisterede på ægteskab, men accepterede i sidste ende, fordi "hun begærede navnet hustru", og fordi Silius havde skilt sig fra sin egen hustru året før i forventning om et ægteskab med Messalina. En anden teori er, at Messalina og Silius blot deltog i et falsk bryllup som en del af et Bacchus-ritual, da de var midt i at fejre Vinalia, en fejring af druehøsten.
Tacitus og Dio oplyser, at Narcissus overbeviste Claudius om, at det var et forsøg på at vælte ham og overtalte ham til at udnævne den stedfortrædende prætoriske præfekt, Lusius Geta, til gardens leder, fordi der var tvivl om den daværende præfekt Rufrius Crispinus' loyalitet. Claudius skyndte sig tilbage til Rom, hvor han på vejen blev mødt af Messalina med deres børn. Den ledende vestalinde Vibidia, kom for at bede Claudius om ikke forhastet at fordømme Messalina. Han besøgte derefter Silius' hus, hvor han fandt en lang række arvestykker fra sine forfædre af Claudia- og Drusia-slægterne, som var blevet taget fra hans hus og foræret til Silius af Messalina. Da Messalina forsøgte at få adgang til sin mand i paladset, blev hun afvist af Narcissus og blev skreget i hovedet med en liste over hendes forskellige lovbrud, udarbejdet af den frigivne slave. På trods af de voksende beviser mod hende, blev Claudius' følelser blødere, og han bad om at se hende om morgenen til en privat samtale. Narcissus, der foregav at handle efter Claudius' instruktioner, beordrede en officer fra prætorianergarden til at henrette hende. Da skaren af vagter ankom til Lucullus Have, hvor Messalina havde søgt tilflugt hos sin mor, fik hun den ærefulde mulighed at tage sit eget liv. Ude af stand til at samle mod til at skære sin egen hals over, blev hun gennemboret med et sværd af en af vagterne. Da kejseren fik nyheden, reagerede han ikke og bad blot om endnu et glas vin. Det romerske senat beordrede derefter en damnatio memoriae, så Messalinas navn ville blive fjernet fra alle offentlige og private steder, og alle statuer af hende ville blive fjernet.

## Messalina i kunsten
At kalde en kvinde "en Messalina" indikerer en lusket og sexgrådig personlighed. Den historiske skikkelse og hendes skæbne er ofte blevet anvendt i kunsten for at gøre en moralsk pointe, men der var ofte også en lummer fascination af hendes seksuelt frigjorte adfærd. I moderne tid har det ført til overdrevne værker, der er blevet beskrevet som vild leg.

## På scenen
En af de tidligste sceneproduktioner med kejserindens fald var The Tragedy of Messalina (1639) af Nathanael Richards, hvor hun er afbildet som et monster og brugt som en genstand for at angribe den romersk-katolske hustru til den engelske konge Karl 1. Hun bliver behandlet lige så skurkagtig i den venetianske tragedie La Messalina (1656) af Pietro Zaguri. Dette var en 4-akters prosatragedie med fire sange, beskrevet som en opera scenica, der kredsede om affæren med Gaius Silius, der førte til hendes død.
I løbet af den sidste fjerdedel af det 19. århundrede fremkom ideenfemme fatale, og lagde vejen til mange flere værker med Messalina i hovedrollen. I 1874 kom den østrigske vers-tragedie Arria und Messalina af Adolf Wilbrandt, som i mange år med succes blev spillet på scener over hele Europa. Den blev i 1877 fulgt op af Pietro Cossas italienske vers-tragedie, hvor Messalina optræder som en totalt uhæmmet kvinde i jagten på kærligheden. En anden 5-akters tragedie blev udgivet i Philadelphia i 1890, forfattet af Algernon Sydney Logan (1849-1925), som havde liberale holdninger til sex. 
Ud over skuespil blev historien om Messalina lavet som ballet og opera. Balletten fra 1878 af Luigi Danesi (1832-1908) til musik af Giuseppe Giaquinto (d. 1881) var en italiensk succes med flere opsætninger. Ved sin ankomst til Frankrig i 1884 blev det gjort til et fantastisk skue på Éden-Théâtre med elefanter, heste, store publikumsscener og cirkusspil, hvor slagsmål med barbenede kvindelige gladiatorer gik forud for kampene. Isidore de Laras opera Messaline, baseret på en tragedie i 4 akter af Armand Silvestre og Eugène Morand, var centreret om kejserindens kærlighed til en digter og derefter hans gladiatorbror. Det åbnede i Monte Carlo i 1899 og fortsatte til Covent Garden. Den svækkede Henri de Toulouse-Lautrec så Bordeaux-opsætningen og blev inspireret til at male seks scener fra den
I 2009 blev temaet opdateret af Benjamin Askew i hans britiske skuespil In Bed With Messalina, som fortæller hendes sidste timer. 

### Film
Efter en langsom start i første halvdel af det 20. århundrede fremkom der med censurens svækkelse flere og flere film om eller med Messalina. Følgende medvirkede i hendes rolle:
- Madeleine Roch (1883–1930) i den franske stumfilm Messaline (1910). [60] [61]
- Maria Caserini i den italienske stumfilm fra 1910 Messalina. [62]
- Rina De Liguoro i den italienske stumfilm Messalina fra 1923.[63][64]En redigeret version med eftersynkroniseret dialog blev udgivet i 1935.
- Merle Oberon i den ufuldendte film fra 1937 baseret på Jeg, Claudius.[65]
- María Félix i den italienske film Messalina fra 1951.
- Ludmilla Dudarova under et flashback i Nerone e Messalina (Italien, 1953), som havde den engelske titel Nero and the Burning of Rome. [66]
- Susan Hayward i det bibelske epos Demetrius and the Gladiators fra 1954, [67] en fuldstændig fiktionaliseret fortolkning, hvor en forbedret Messalina tager en offentlig afsked med sin kristne gladiatorelsker, Demetrius, og indtager hendes plads på tronen ved siden af sin mand, kejser Claudius.[68]
- Belinda Lee i Messalina, venere imperatrice fra 1960. [69]
- Lisa Gastoni i The Final Gladiator (L'ultimo gladiatore), eller alternativt The Gladiator of Messalina, [70] en italiensk film også med titlen Messalina vs. The Son of Hercules (1963).[71]
- Nicola Pagett i ITV-tv-serien The Caesars fra 1968.[72] Serien er kendt for sin historisk nøjagtige skildring af romersk historie og personer, herunder en mindre sensationel skildring af Messalina.
- Sheila White i BBC-serien Jeg, Claudius fra 1976.[73]
- Anneka Di Lorenzo i filmen Caligula fra 1979 og komedien Messalina, Messalina fra 1977, som brugte mange af de samme kulisser som den tidligere filmede, men senere udgivne Caligula.[74] En alternativ europæisk titel til 1977-produktionen var Messalina, Empress and Whore.[75][76]
- Betty Roland i den fransk-italienske "porno peplum" Caligula og Messalina (1981). [77]
- Raquel Evans i den spanske komedie Bacanales Romanas fra 1982, udgivet på engelsk som "porno-peplum" My Nights with Messalina . [78]
- Jennifer O'Neill i tv-serien AD fra 1985.[79]
- Sonia Aquino i tv-filmen Imperium: Nero fra 2004.[80]
- Tabea Tarbiat i filmen Nymphomaniac Volume II fra 2013.[81]

## Skønlitteratur
Et tidligt værk om kejserinden, La Messalina af Francesco Pona, udkom i Venedig i 1633.
I slutningen af århundredet udkom Gregorio Letis politiske pamflet, The amours of Messalina, late queen of Albion, in which are briefly couch'd secrets of the imposture of the Cambrion prince, the Gothick league, and other court intrigues of the four last years reign, not yet made publick (1689). Dette var endnu en satire på en Stuart-dronning, Maria af Modena i dette tilfælde, camoufleret bag rollen som Messalina.
Messalinas forbindelse med Gaius Silius og hendes efterfølgende død er også med i den amerikanske forfatter Edward Maturins Sejanus And Other Roman Tales (1839). Men den rolle, hun spiller i Robert Graves' romaner, Jeg, Claudius og Claudius og Messalina (1934-35), er bedre kendt. I den er hun portrætteret som en teenager ved sit bryllup med Claudius, men begår alle de handlinger, der er nævnt i de gamle kilder. Et forsøg på at skabe en film baseret på dem i 1937 mislykkedes,  men de blev dramatiseret i en meget succesfuld tv-serie i 1976.